# Călimănești
Călimănești là một thị xã thuộc hạt Vâlcea, România. Dân số thời điểm năm 2002 là 8598 người.